# 藤原行成
藤原行成（ふじわら の ゆきなり，天祿3年（972年）—萬壽4年（1028年））是日本平安時代的一名公卿，官位正二位、權大納言。他是藤原北家藤原義孝之子，世尊寺家之祖。

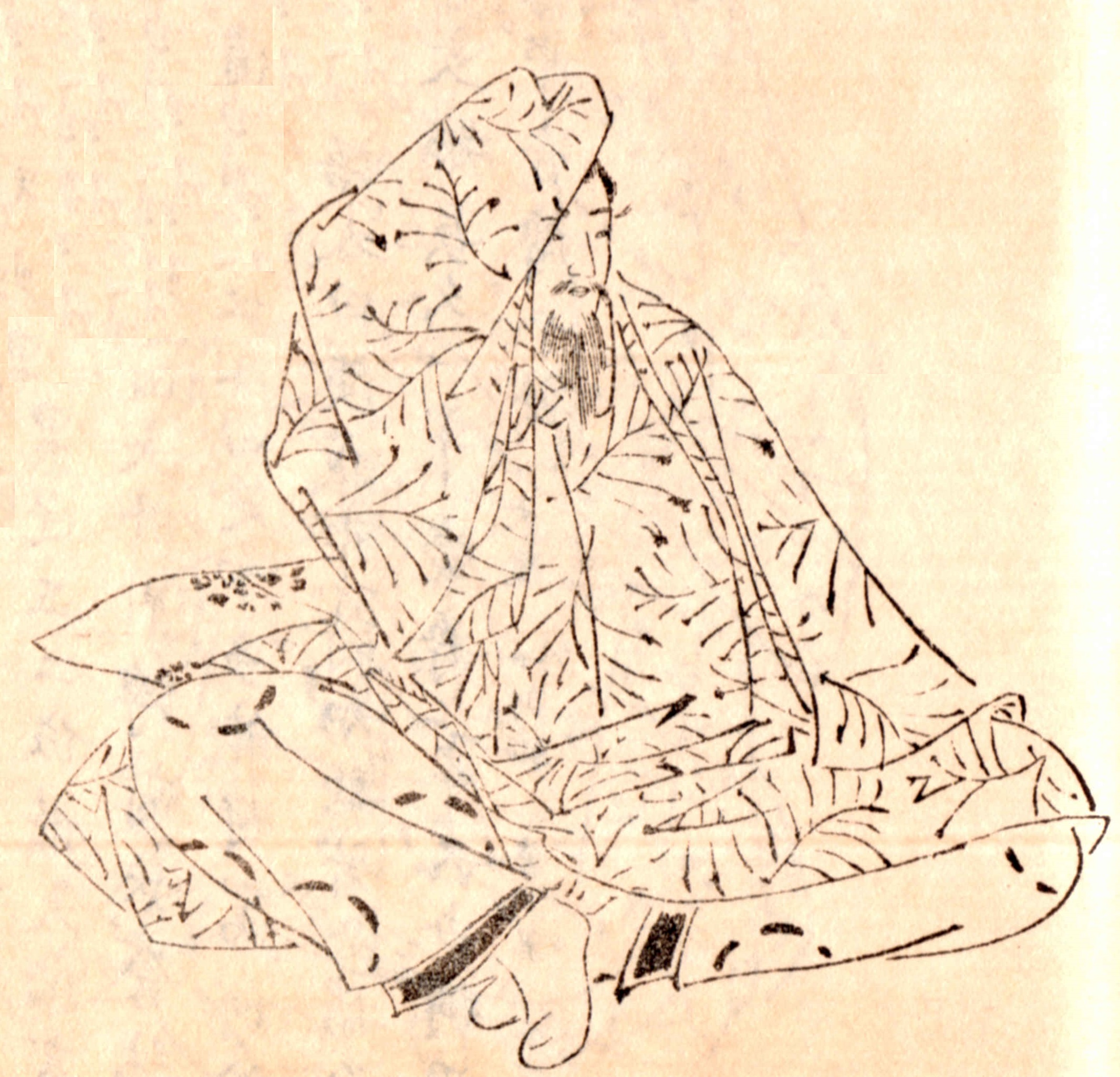
藤原行成

藤原行成是當代著名的書法家，與小野道風、藤原佐理並稱「三蹟」。他的日記「權記」詳細記錄了平安時代中期朝廷的政治局勢。

## 家族
- 父：藤原義孝
- 母：源保光之女
- 妻：源泰清之女
- 子嗣：[2]
  - 藤原實經
  - 藤原良經
  - 藤原行經